# Elkville
Elkville is een plaats (village) in de Amerikaanse staat Illinois, en valt bestuurlijk gezien onder Jackson County.

## Demografie
Bij de volkstelling in 2000 werd het aantal inwoners vastgesteld op 1001. In 2006 is het aantal inwoners door het United States Census Bureau geschat op 932, een daling van 69 (-6,9%).

## Geografie
Volgens het United States Census Bureau beslaat de plaats een oppervlakte van 2,0 km², geheel bestaande uit land. Elkville ligt op ongeveer 122 m boven zeeniveau.

## Plaatsen in de nabije omgeving
De onderstaande figuur toont nabijgelegen plaatsen in een straal van 12 km rond Elkville.